# Haunted Mansion
Haunted Mansion är en amerikansk skräckfilm från 2023. Filmen är regisserad av Justin Simien med manus av Katie Dippold och producerad av Walt Disney Pictures och Rideback. Det är den andra filmatiseringen av Walt Disneys temaparkattraktion Haunted Mansion, efter filmen med samma namn från 2003.
Filmen hade biopremiär i Sverige den 11 augusti 2023, utgiven av Walt Disney Studios Motion Pictures.

## Handling
Filmen är baserad på Disney-attraktionen Haunted Mansion och den kretsar kring den ensamstående mamman Gabbie och hennes 9-åriga son Travis som söker en ny start. De flyttar in i en märklig herrgård i New Orleans, bara för att upptäcka att platsen är mycket mer än vad de förväntade sig då det spökar där. De kontaktar en präst som i sin tur anlitar hjälp från ett team för att hjälpa till att driva ut spökena i huset.

## Rollista (i urval)
- LaKeith Stanfield – Ben Matthias
- Tiffany Haddish – Harriet
- Owen Wilson – Kent
- Danny DeVito – Bruce
- Rosario Dawson – Gabbie
- Chase W. Dillon – Travis
- Jamie Lee Curtis – Madame Leota
- Jared Leto – Alistair Crump